# Kuncewszczyzna (rejon smorgoński)
Kuncewszczyzna (biał. Кунцаўшчына; ros. Кунцевщина) − chutor na Białorusi, w obwodzie grodzieńskim, w rejonie smorgońskim, w sielsowiecie Krewo.

## Historia
W czasach zaborów folwark w gminie Krewo, w powiecie oszmiańskim, w guberni wileńskiej Imperium Rosyjskiego. W 1905 roku liczył 19 mieszkańców, 81 dziesięcin, należała do Kułakowskich.
W latach 1921–1945 okolica leżała w Polsce, w województwie wileńskim, w powiecie oszmiańskim, w gminie Krewo.
W 1931 w 5 domach zamieszkiwały 32 osoby.
Wierni należeli do parafii rzymskokatolickiej w Krewie i prawosławnej w Łosku. Miejscowość podlegała pod Sąd Grodzki w Smorgoniach i Okręgowy w Wilnie; właściwy urząd pocztowy mieścił się w Krewie.
Po II wojnie światowej w granicach Związku Sowieckiego. Od 1991 w niepodległej Białorusi.